# Juliusz Rómmel
Juliusz Karol Wilhelm Józef Rómmel (3. června 1881 – 8. září 1967) byl polský generál.

## Biografie

### Mládí

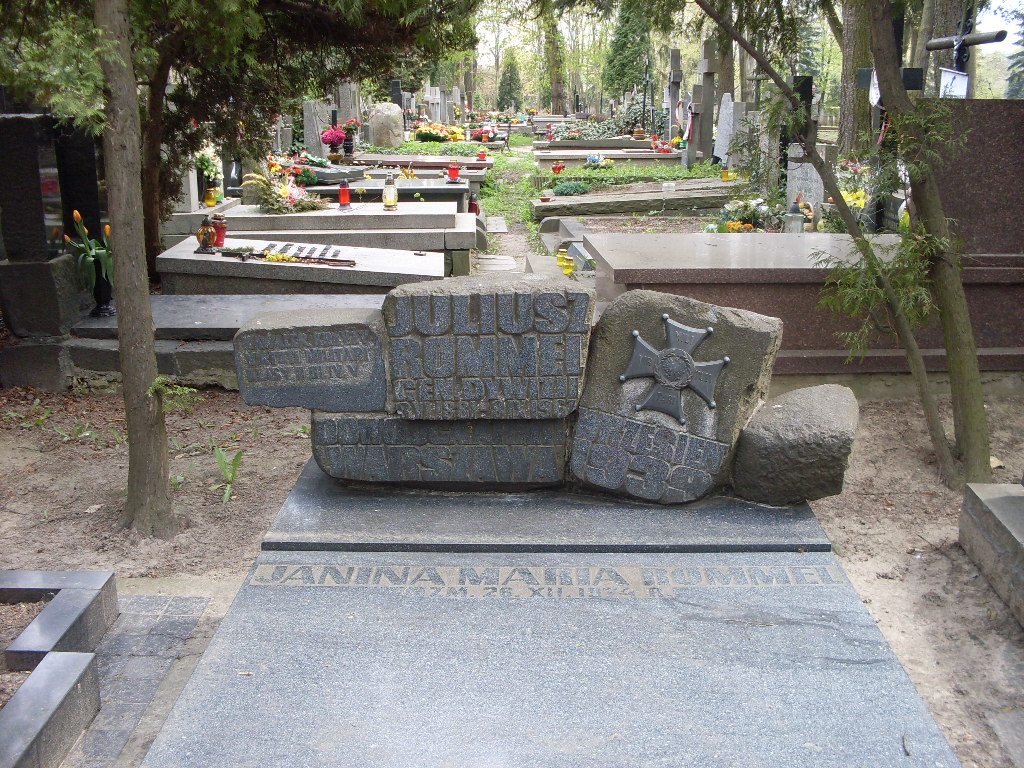
Hrob Juliusza Rómmela ve Varšavě

Juliusz Rómmel se narodil v roce 1881. Absolvoval dělostřeleckou školu v Petrohradě. Za první světové války sloužil jako plukovník dělostřelectva v ruské armádě. Od roku 1922 byl brigádním generálem. V roce 1928 se stal divizním generálem.

### Druhá světová válka
V roce 1939 vedl Juliusz Rómmel armádu Łódź. Většina odborníků se shoduje na tom, že jeho hrubé chyby a nerespektování rozkazů vrchního velení výrazně urychlily zhroucení polského odporu.[zdroj?] Poté získal velení nad nově vytvořenou armádou Warszawa, která měla bránit polské hlavní město. Po kapitulaci Varšavy, jejíž obranu vedl, byl umístěn v zajateckém táboře a v roce 1945 osvobozen západními spojenci. Po druhé světové válce se vrátil do komunistického Polska, kde jeho návratu beze zbytku využila komunistická propaganda, která z něj učinila národního hrdinu a cenzurou potlačila veškeré zmínky o jeho problematickém působení na počátku války.
Byl pochován na hřbitově 'Cmentarz Wojskowy na Powązkach' ve Varšavě.

## Dílo
- Rómmel, Juliusz. Za honor i ojczyznę: wspominienia dowódcy armii "Łódź" 8 "Warszawa". Warszawa: Iskry, 1958. 417 S.Dobový plakát, oznámení

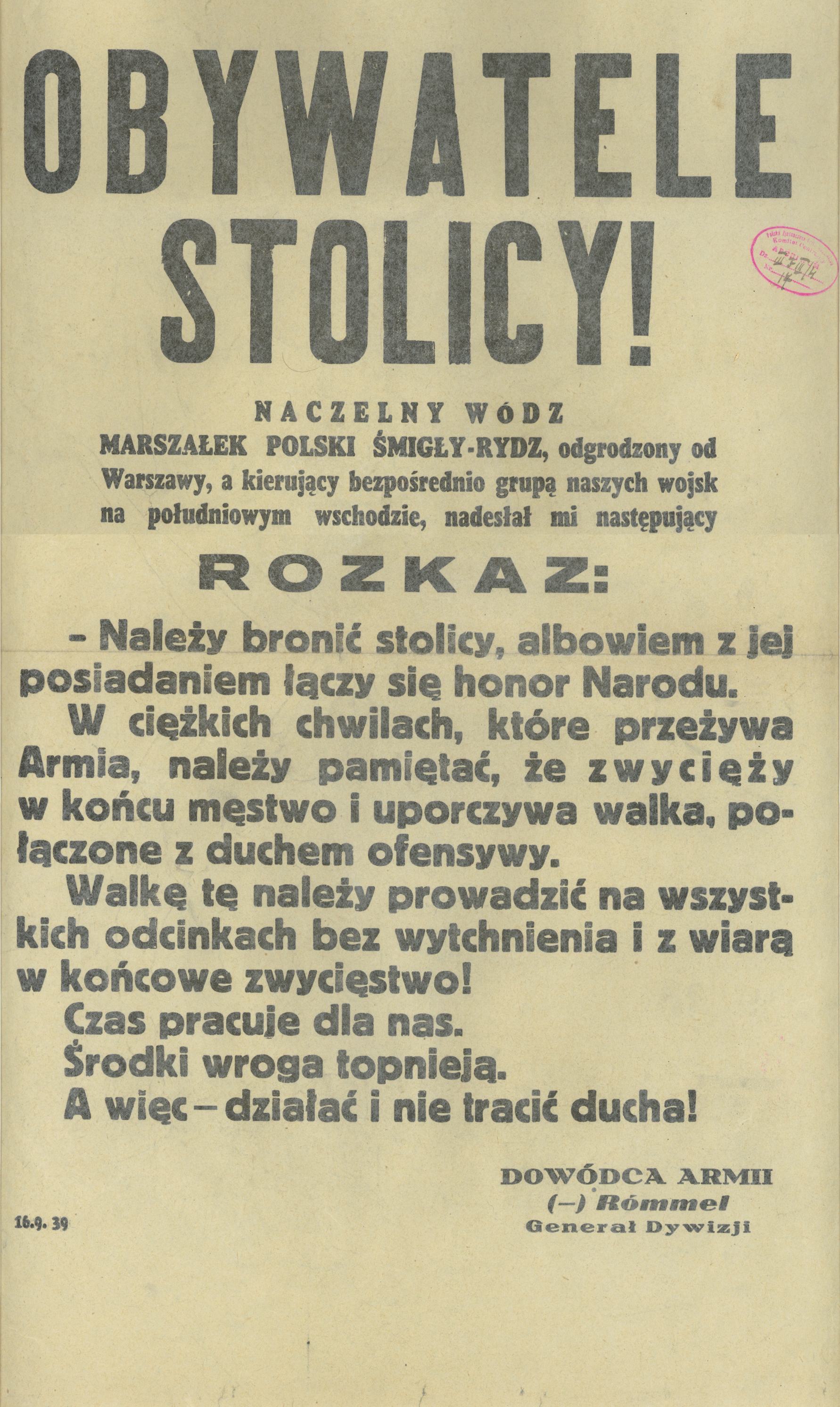
Dobový plakát, oznámení